# Социология журналистики
Социология журналистики — это специальная социологическая отрасль, которая занимается изучением журналистики как социального явления, журналистских материалов и применением социологических методов в работе с ними, особенностей социального мышления журналистов и аудитории массмедиа т.д.
Социология и журналистика выступают в роли разных, но близких областей познания, за счет чего и сложились их партнерские отношения:
- СМИ распространяют новые социологические данные- то есть осуществляется социологическое информирование потребителей массмедиа.
- Журналисты используют в своих материалах результаты социологических исследований для подкрепления доказательной базы.
- Наконец, в определенной ситуации социологическое мышление журналиста способствует зарождению социологической публицистики — журналистского произведения особого качества, в котором осуществляется органичная «стыковка», синтез журналистики и социологии — родственных методов познания действительности[1].

На методологическом уровне:
- Журналистика и социология находятся в обществоведческой сфере, при этом первая область относится больше к практической стороне, а вторая направлена на прогнозирование процессов и явлений.
- Похожие установки: гуманистическое направление, социальная ответственность, гражданская позиция, тяга к проверенной информации.
- Общность объектов исследования: общество и его структура в объективном и субъективном отношении, при этом социология привязана к массовой статистике, а СМИ уделяет внимание уникальности людей и событий.
- Сходство в области методологии, в социологии главенствуют массовая статистика формализованные методы, а в журналистике основательное изучение индивидуальных явлений[2].

## Начало взаимодействия социологии и журналистики
Социология журналистики возникла в XIX веке, если смотреть с объективной стороны, то в связи с развитием теоретической социологии, в первую очередь на Западе. С субъективной точки зрения не меньшую роль сыграл и тот факт, что тогда же множество социологов одновременно редактировали и издавали научные журналы, или практиковались в журналистике.
Начало социологических исследований в области журналистики связаны с появлением массовой печати, образованием рынка прессы, использованием новых технологий для распространения информации, увеличение рекламы в СМИ. Понятие «социология прессы» в 1910 году было введено Максом Вебером. Со второй половины XX века молодой союз социологии и журналистики не только начал использовать знания теоретической социологии, но и самостоятельно пополнять их новыми методами и категориями.

## Развитие социологии журналистики в России
Первые шаги по изучению журналистики посредством социологических знаний в России сделал Н. А. Добролюбов (1855—1856) в процессе анализа журнала «Собеседник любителей российского слова», который выходил больше одного года с 1783 года. В качестве объекта в своём исследовании Добролюбов выбрал письма читателей, которые были напечатаны в журнале. По подписям под текстами он составил структуру писателей по полу, социальному положению и месту проживания. Статистика показала, что издание выходило только за счёт материалов Екатерины II, а всё остальное выступало в роли приложения.
Активное исследование аудитории периодической печати в России началось только в 20-е годы XX века. В 1923 году Я. Шафир составил анкету, посредством которой провёл опрос среди аудитории «Нашей газеты». В 1925 году в «Рабочей газете» вышла анкета, благодаря чему был проведен первый массовый опрос, а первое выборочное исследование было проведено через 4 года в газете «Рабочая Москва».
Другим направлением социологических исследований в области журналистики стал анализ интересов аудитории (1923), при помощи рассылки анкет советскими изданиями.
В 20-е появились статьи, посвященные методологии изучения аудитории печатных изданий. Например, С. Безбородов внес предложение проводить опросы при помощи анкет не раз в год, а в 3-4 раза чаще. А Н. Гринблат предложил заняться опросами специальным службам, а не использовать в этих целях сотрудников редакции. Я. Шафир выделил три критерия, по которым необходимо проводить исследование читательской аудитории: финансовые возможности, изучение словарного запаса аудитории и соотнесение с ним языка газет, социально-демографические факты.
Более подробно в 20-е годы в социологии журналистики был прописан метод наблюдения. При этом методическая база в целом была слабой, потому что все исследования в данной области легли на плечи журналистов, а в 30-е они были совсем прекращены.
Также в 20-е годы развивалось изучение кадрового фактора. В 1920 году РОСТО занялся сбором информации об образовании и стаже более чем 400 журналистов из 154 различных изданий. В 1923 ЦК РКП(б) провел опрос при помощи двух анкет: первой — об экономическом положении печати и о тираже, второй— аудитории и журналистах. А через 3 года были проведены исследования по определению основных кадровых характеристик журналиста.
Также в качестве направления исследований социальной журналистики в 20-30-е годы, а потом и 60-80-е годы стал анализ деятельности партийных комитетов по руководству изданий и результативности их участия в пропаганде и агитации, а проводились эти исследования в основном по партийному заказу.
Приостановление исследований в области социальной журналистики в 30-е привел к тяжелым последствиям в данной области. Если в 20-е годы исследователи отошли от традиций дореволюционного и западного анализа, то на время приостановления их деятельности были забыты даже собственные достижения, в 50-е исследования пришлось начинать с нуля, в основном по западным моделям.

## Функции социологии журналистики
- теоретико-познавательная
- описательная
- прогностическая
- практически-преобразовательная
- мировоззренческая, просветительская

### Методы изучения аудитории СМИ
Для проведения исследований связанных с аудиторией СМИ, социология журналистики применяет выборочные методы и процедуры, ориентируясь на генеральную и выборочную совокупности.
Формирование выборки помогает при принятии решения, «каковы те немногие представители огромного множества объектов, изучив которые мы получим выводы, применимые ко всей совокупности».
Различают вероятностные (случайные) и целенаправленные виды выборки.
Традиционные методы обратной связи СМИ и аудитории сейчас используются редко. А все взаимодействие заключается в односторонней подаче информации со стороны СМИ, ответная реакция же заключается лишь в отказе от покупки или просмотра информации.
Виды опросов:
- Интервьюирование
- Анкетирование
- Наблюдение невключенное и включенное
- Контент-анализ
- Социологический и социально-психологический эксперимент
- Социопсихолингвистические методы
- Изучение статистических данных
- Соцаргументация журналистского текста

## Доказательная база в журналистском тексте
Использование социологических данных в работе журналиста происходит постоянно, к аргументации с использованием этой информации прибегают политики, психологи, врачи и многие другие.
Для журналиста особую роль играет информация о взаимодействии политической и журналисткой сферы со сферой социальной: это позволяет журналисту опосредованно познавать область социальных отношений, а выводы после этого познания будут использованы им в качестве аргументации. При этом есть вероятность навязывания журналистом другим участникам коммуникации информации сомнительного происхождения — артефактами.
Социологические данные, используемые журналистом в качестве доказательной базы в материале, имеют ценность, если:
- получены из надежного источника;
- при условии, что их использование корректно и соответствует контексту;
- используется полная цитата, а умалчивание допустимо в отношении малозначимой информации.

Социологические данные, которые подкрепляют доказательную базу текстов, также могут исполняться на различных уровнях. Простейший вариант выражается в использовании таких социологических данных, использование которых некоторая часть аудитории просто не заметит.
Более сложный уровень применяется журналистом, если тот хочет в обязательном порядке указать источник сведений, подтверждая тем самым приводимые данные.
Особого внимания требует журналистский материал, целиком основанный на социологическом эксперименте, который полностью спланирован и проведен представителями СМИ.